# Globidrillia
Globidrillia é um gênero de gastrópodes pertencente a família Drilliidae.

## Espécies
- Globidrillia ferminiana (Dall, 1919)[2]
- Globidrillia hemphillii (Stearns, 1871)[3]
- Globidrillia micans (Hinds, 1843)[4]
- Globidrillia paucistriata (Smith E. A., 1888)[5]
- Globidrillia smirna (Dall, 1881)[6]
- Globidrillia strohbeeni (Hertlein & Strong, 1951)[7]
- †Globidrillia ula Woodring, 1928: (sinônimo Clavus (Globidrillia) ulla (Woodring, 1928))

Espécies trazidas para a sinonímia
- Globidrillia aeolia W.H. Dall, 1919: sinônimo de  Globidrillia micans (Hinds, 1843)
- Globidrillia aglaophanes R.B. Watson, 1882: sinônimo de Clionella aglaophanes (R.B. Watson, 1882)